# Драгачевска пећина
Драгачевска пећина је највећи и потенцијално најзначајнији спелеолошки објекат комплекса Рћанских пећина. Налази се на левој долинској страни Рћанске реке, леве притоке Бјелице, која протиче кроз Гучу и улива се у Западну Мораву, као десна притока, на улазу у Овчарско-кабларску клисуру.
Улаз у Драгачевску пећину је на висини од 405,20 m, у подножју крвењачке литице, Рћанске стене (543 m). Релативна висина улаза, у односу на корито Рћанске реке, износи 30 m, а растојање 150 m.
Изнад Рћанске стене, простире се крашка површ, чија апсолутна висина износи 530-550 m. Одликује се бројним вртачама, с просечном дубином око 10 m и пречником 50-60 m. Вртаче имају земљишни покривач, па површ припада типу покривеног краса. Крашка површ обухвата површину од око 2 km², док сабирна област Рћанског потока, којој припада крашка површ и обод од серицитских шкриљаца, износи 3-4 km². Крашка површ је насељена и обрађена, па само морфологија (вртаче), упућује на њено крашко порекло.

## Историја
Пећински комплекс у селу Рти је најатрактивнији споменик природе Гуче и Драгачева. Ту спадају: Драгачевска, Светиња(Слепа), Сува пећина и Велики понор. Иако овај комплекс испуњава све услове за богат туристички програм, увек је остајао по страни, повремено актуелан, а повремено заборављен. Узрока је било више: мала, неразвијена општина, релативна удаљеност од важнијих комуникација и већих градских центара, а основно, недостатка локалне иницијативе, односно агилних људи. Рћанске пећине су истраживали бројни појединци и спелеолошке групе. Ни једног путника, на релацији Гуча-Ивањица, није оставила равнодушним висока кречњачка литица и у њој велики мрачни отвор - Тамник (стари назив за пећине).

### Истраживања
На позив Раше Кузмановића (директор Геодетске управе), Јовише Славковића (директор СЗИ-а за културу) и Радислава Ђекића (угоститељ), Р. Лазаревић, Б. Васиљевић и Злата Јарић, допутовали су у Гучу, 22.9.1989. године да би оцењенили услове за уређење Велике пећине у селу Рти. После обиласка улаза у Велику пећину, договорено је:
- угоститељски објекат Р.Ђекића поставити низводно од извора који се налази у кориту Пећинске реке,
- будући парк предвиђен је с десне стране Рћанске реке,
- вода за мoтел и друге потребе може се обезбедити из извора у кориту Пећинске реке и из врела Јаз,
- урадити делимичну регулацију Пећинске реке и изградити приступну пешачку стазу, до одсека на улазу у пећину, високо преко 10 m,
- организовани допунска спелеолошка истраживања, крајем октобра и припремни Пројекат за уређење пећине.

Допунска истраживања Драгачеве пећине, објављена су 2. и 3.9.2008. године. Првог дана, обележена је пешачка бетонска стаза, са два моста, од Мотела до улаза у пећину. У обележавању стазе учествовао је Милош Ивановић (Дирекција за изградњу општине Лучани), који ће бити надзорни орган на уређењу пећине. Стаза је широка 1,2-1,5 m, а висока, поред пећинске реке, 0,5 m. Сутрадан, истражен је део пећине који је намењен за туристичке посете, чиме је допуњен ранији Идејни пројекат. Радови на пешачкој стази, од Мотела до улаза у пећину, почели су после неколико дана, али без услова Завода за заштиту природе. 29.10.2008. године, у Гучи, односно у општини Лучани, обављени су разговори са председницима Општине, комплетиран је Идејни пројекат и посећени су радови на уређењу пећине. Пешчана стаза је била у завршној фази. Радови на уређењу Велике пећине, отпочели су 9.1.2008. године.

## Геолошки састав
Комплекс Рћанске пећине изграђен је у кречњачкој плочи, која се пружа у правцу северозапад-југоисток. Плоча је дугачка око 2 km, а њена дебљина износи 470 m. Кречњаци, односно доломитични кречњаци, су горњокредне старости (сенон). Кречњачка плоча лежи преко стена карбонске старости и опкољена је вишим венцима, који су изграђени од карбонских серицитских шкриљаца.

## Спелеолошке карактеристике
Драгачева пећина је детаљно истражена 1971.-1972. и 1977. године. Од тога се изузима део пећине, који је намењен за туристичке посете. Драгачевска пећина, Светиња (Слепа) и Сува пећина, делови су једног спелеолошког система, који је изградила понорица Рћански поток, што нестаје у "Великом понору" у селу Рти. Наведене пећине су удаљене од Великог понора око 500 m, у правој линији. Све три пећине су изворног порекла, односно пећински хоризонт различите висине и старости. Најстарији хоризонт је Сува пећина, чији је улаз на висини од 476, 73 m, средњи је Светиња 445, 11 m, а најмлађи и најразноврснији је Драгачевска пећина, чији је улаз на висини од 405, 20 m. У великој пећини разликују се три морфолошке целине: Главни канал са Улазним каналом, Суви и Мокри канал.
| Ред. бр. | Назив        | Дужина - m | Површина - m² |
| -------- | ------------ | ---------- | ------------- |
| 1.       | Улазни канал | 57,5       | 570           |
| 2.       | Главни канал | 130,0      | 390           |
| 3.       | Суви канал   | 102,0      | 550           |
| 4.       | Мокри канал  | 81,0       | 120           |
| Свега:   | Свега:       | 370,5      | 1.630         |

Туристички део пећине, који обухвата Улазни канал и дужи део Главног Канала, дугачак је 160 m, а захвата површину од 870 m² и запремину око 9.000 m³.
1. Улазни канал је широко отворен према долини Рћанске реке, а онда се постепено сужава и снижава према улазу у Главни канал. Местимично је широк до 10 m, с максималном висином од 34 m. На крају Улазног канала, под кречњачкио-бигреним одсеком, ширина износи 4 m, а висина 5 m, а онда се висина нагло повећава, до 20 m. Испред одсека налази се вир, дужине 2,5 m и дубине 1,5 m. Читав Улазни канал има дневно светло, јер је изнад њега разорен део пећинске таванице. Десна страна Улазног канала (у працу улаза) је стрма до вертикална, а лева страна је каскадна, где се смењују одсеци и терасе. На висини од 14,5 m, тераса је широка 17,5 m. Дном канала периодично протиче вода пећинске реке. У пречној комори налази се песак, шљунак и глина. Овај нанос пореклом је из слива Рћенског потока, који понире у селу Рти. Ширина дна Улазног канала износи 5-10 m. Улазни канал завршава се кречњачко-бигреним одсеком, висине око 14 m.
2. Главни канал почиње од врха одсека. До почетка Главног канала може се доћи жљебом, којим периодично тече вода. Ширина речног корита, износи око 1 m. Када се савлада речно корито-жљеб, наилази се на језеро, дужине до 3 m и дубине преко 1 m. Од језера па до после т. 7 дно Главног је каскадно и са вировима испод каскада; висина каскада је око 1 m. Између т. 7 и 8, налази се један бели сталагмит, који је добио име Самац. У наставку, све до краја уређног дела пећине, дно Главног канала благо се диже. Суво је и засуто речним материјалима различитог калибра, претежно песком и шљунком из слива Рћанског потока, али и шљунком и облутцима од кречњака. Главни канал је дугачак 160 m, до саставака Сувог и Мокрог канала. Део Главног канала намењеног за туристичке посете, дугачак је 106 m. Главни канал располаже обиљем зидног и таваничног накита: на таваницама су масовни сталактити и драперије, а на зидовима бигрени и калцитни саливи. На поду су џиновски лонци (вирови) и бигрене каскаде. Подни накит је оскудан, јер је пећина још увек периодски активна. Изузетак је Самац, који је на једној ниској тераси, изнад каскадног речног корита.
3. Суви канал је скоро без пећинског накита. На почетку, широк је 2 m и толико висок, а затим се ширина повећава до 7 m, а даље је променљива, просечно 3-4 m. На крају, Суви канал се сужава и постаје непроходан, јер је засут вученим речним нанисом (шљунак, песак, облуци) који је углавном пореклом из палеозојских стена, од којих је изграђен већи део слива Рћанског потока. Висина Сувог канала такође је променљива и креће се од 2-5 m, да би на крају био сведен на непроходну хоризонталну шупљину. Пошто речни нанос није везан, могуће је организовати прокопавање и довести у зону понора у селу Рти. У неким проширењима, на таваницама се јављају крушкасти сталактити, а на зидовима калцитни саливи и два пећинска стуба, висока по 1 m.
4. Мокри канал је веома богат пећинским накитом, али је и узан и низак, "почиње одсеком-водопадом и виром испод њега". "Са таванице виси мноштво необично чисих сталактита". Мокри канал има кањонски облик стеновито корито, ширине 1,2 m и вертикалне стране, чија висина варира од 2-7 m. "На 65. m, Мокри канал је преграђен пречагом високом 2,5 m ", на којој се налазе три стуба, неколико сталагмита и мноштво сталактита. Мокри канал завршава се сифонским извором. Испред извора, наталожен је дебели слој песка и глине "махом некарбонатног порекла".

## Хидрографске и хидолошке карактеристике
Драгачевска пећина је хидрографски атрактивна пећина. Из ње извире Пећински поток, углавном у влажном делу године, а нарочито после топљења снега и киша јачег интензитета. Воде Пећинског порекла су двојаког порекла: од Рћанског порекла, који се губи у Великом понору у селу Рти и од директинх падавина које прима крашка плоча, у залеђу пећине. Суви канал је фосилизован, али ни Мокрим каналом не тече увек вода, већ скреће лево и појављује се у улазу у Велику пећину, периодично, а стално на изворнима испред пећине. У подножју кречњачке литице, у којој је Велика пећина налазе се три извора.
Први је у кориту Пећинског потока. Од Рћанске реке удаљен је 50 m и виши је за 10 m. Извор не пресушује. Добио је назив Пећински извор. Део ове воде овог извора, преко пластичног црева, користи се у малом рибњаку, од Мотела.
Други извор, који носи назив Јаз, удаљен је од Пећинског извора 147 m. Од корита Рћанске реке виши је 2-4 m, а на растојању од 15 m. Вода извире изнад воденог јаза и у његовом кориту. Низводно од Пећинског извора, у близини Славковића воденице, налази се извор, под називом Омеркадијина вода. Од корита Рћанске реке, виши је 10-12 m.
Наведени извори представљају најмлађу хидрографску и спелеолошку фазу у еволуцији Рћанских пећина. Извори добијају воду из Рћанског потока и од директних падавина, које прима крашка површ, а пониру по вртачама и пукотинама. Рћански поток није стални, већ периодски ток, јер губи воду по издухама и пукотинама, пре него што допре до главног понора, а затим подземно отиче према наведеним изворима. Велики понор гута воду само после топљења снега и јаких киша.

## Климатске карактеристике
Драгачевска пећина је отворени подземни крашки објекат и у том статусу треба да остане. Улазни отвор изнад одсека високог 14 m, широк је 5 m и слично висок. То упућује на чињеницу, да је Главни канал изложен сезонским температурним променама, под утицајем спољне климе: зими је хладнији, а лети топлији, у односу на Суви и Мокри канал. Утицај спољашњих температура осећа се све до пречаге, која делимично преграђује Главни канал. Тај утицај био је слабији, док је Главним каналом текла вода, прво стално, а касније периодично. У том временском интервалу изграђени су главни облици пећинског накита: масивни сталактити, драперије и саливи. Климатска колебања (температура и релативна влажност ваздуха), у данашње време, не погодују стварању пећинског накита. За мерење температуре и релативне влажности ваздуха, коришћен је аспирациони психрометар. Из пећине струји ваздух, брзином од 2-3m/s. Средња годишња тепература ваздуха у зони пећине, износи 9,5-10,0 °C. Најтоплији месец је јули, а најхладнији јануар. Средња годишња количина падавина у Гучи, износи 760 mm, а у Каони 890 mm. Максимум падавина је у мају - јуну, а минимум у току лета и зима.

## Палеонтолошке и археолошке карактеристике
Могуће је говорити о условима за коришћење Драгачевске пећине, али не и о правим траговима. Улазни канал био је погодан и за људе и за животиње и то као склониште и станиште. Вероватно је коришћен у збеговима. Мада се завршава високим стрмим одсеком, било је могуће изаћи у Главни канал, који је пружао сигурну заштиту и одбрану, од прогонитеља.

## Морфогенска анализа
У еволуцији система Рћанских пећина, разликују се пет главних фаза.
1. Рћански поток, чији је слив изграђен од серицитских шкриљаца (карбон) и горњокредних кречњака, био је нормалан површински ток. У Рћанску реку уливао се низводно од садашње локације Драгачевске пећине као лева притока. У рељефу крашке површи очувани су трагови првотитне долине Рћанског потока.
2. Понорне воде Рћанског потока, прво су се појавиле у нивоу Суве пећине, најстаријег спелеолошког објекта у систему Рћанских пећина. Улаз у Сиву пећину је на висини од 476, 73 m, тј. нижи је од Понора Рћанског потока 43 m. С обзиром на димензије Суве пећине, та хидрографска фаза била је релативно кратка, јер су подземне воде сишле у нижи ниво, који одговара пећини Светиња.
3. Хидрографска фаза, која одговара пећини Светиња, трајала је знатно дуже него код Суве пећине. То потврђују димензије пећине и чињеница да је пећински канал на 100 m од улаза, преграђен саливом, иза којег се наставља. Улаз у Светињу је на висини од 445,11 m, тј. нижи је од Понора Рћанског потока 75 m, а у односу на Суву пећину 32 m. Од улаза у Драгачевску пећину виши је 40 m.
4. Најдуже је трајала хидрографско-спелеолошка фаза Драгачевске пећине, која и данас траје, као периодски активан објекат. Дуже истицање подемних вода у нивоу Велике-пећине, било је условљено еволуцијом долине Рћанске реке, односно стагнирањем вертикалног усецања њене долине. У односу на понор Рћанског понора, улаз у Драгачевску пећину нижи је за 115 m, док је од Суве пећине нижи за 72 m, а од Светиње 40 m. Улаз у Драгачевску пећину, виши је 30 m од корита Рћанске реке.
5. Најмлађу фазу у еволуцији Рћанских пећина, чине савремени извори: Пећински извор, врело Јаз и Омер-кадијина вода. Ови извори су релативно млади, па капацитет подземних водопутева, не обезбеђује истицање укупних водних количина. У садашњој фази, извори могу да приме мале и средње воде, док се високе воде појављују из Драгачевске пећине. У некој геолошкој перспективи извори ће примати све воде Рћанскох потока и крашке површи, а Драгачевска пећина ће прећи у стадијум суве пећине, са прокапним водама. Савремени извори виши су од корита Рћанске реке 2-10 m, што значи да у геолошкој будућности нема услова за појаву нижележећи извори, већ ће се рад воде у крашком подземљу одвијати у изградњи комуникативних пећинских канала. Да би подземне воде сишле у неки нижи ниво, неопходно је усецање корита Рћанске реке за нових 20-30 m, а то је геолошка будућност.

Спелеосистем Рћанских пећина, састоји се од Рћанског потока, три изворске пећине: Сува пећина, Светиња и Драгачевска пећина и савремених извора. Назив Велика пећина промењен је у Драгачевску пећину, јер то није особено име, већ релатива описна оцена.

## Туристичко коришћење Рћанских пећина
Драгачева пећина удаљена је од Гуче 6,4 km. Од пута Гуча-Ивањица, одваја се приступни пут за пећину, односно до паркинга код Мотела, с десне стране Рћанске реке. Паркинг може да прими 5-6 аутобуса и више аутомобила. Приступни пут дугачак је 300 m. По преласку преко моста на Рћанској реци, ступа се пред Мотел, који има вишеструку намену: Инфо-центар, са билетарницом, продавница сувенира, ресторанске услуге. Од Мотела води површинска туристичка стаза, ширине 1-1,5 m, која два пута прелази преко Пећинске реке. Мостови су гредасти, бетонски. Укупна дужина туристичке стазе, од Мотела до одсека на улазу у Главни канал износи 250 m. На крају туристичког дела пећине, концентрација накита је највећа. Пешчана стаза је бетонирана од зида до зида, да би се посетиоци лакше окренули за повратак. Укупна дужина пешчане стазе у Главном каналу износи 100 m, односно 200 m, јер је стаза двосмерна. Ако се томе дода део површинске стазе који припада пећини, онда укупна дужина стазе, у јендом правцу, износи 350 m, односно 700 m, што одговара дужини неким уређеним пећинама у Србији. У Драгачевској пећини нема услова за јендосмерну туристичку стазу. Због тога, следећа група посетилаца може ући, када се претходан врати из Главног канала. За мимоилажење изграђен је бетонски плато, с десне стране стазе. У циљу заштите пећине, као снижавања трошкова коришћења, у пећини је инсталирана расвета треће генерацијхе: метал-халогени рефлектори и флуоресцентне светиљке. Обилазак Велике пећине трајао би 30-40 минута, уз информације водича. Постоје три погодна локалитета за информисање посетилаца: код отела, на платоу испред металног степеништа и на крају туристичке стазе. На првом месту говори се о комплексу Рћанских пећина, на другом о Драгачевској пећини, а на трећем о спелеолошким вредностима пећине.

## Уређење Рћанских пећина
Комплекс Рћанских пећина заштићен је Решењем СО Лучани, 1975. године, а 1977. године донето је допунско пешење, које је проширило заштитну зону око Рћанских пећина.
У првој фази, уређен је део Драгачевске пећине, у дужини од 350 m. Специфичности пећине, по којима се разликује од других пећина, су:
- Улазни канал, са дневним светлом, висине 34 m, са максималном ширном око 30 m. Налази се на другом месту по висини, у односу на уређење пећине у Србији. Више је само улаз у Ужичку пећину, у селу Потпеће, висок 50 m,
- Вертикални одсек на улазу, висине 14 m, који се савлађује преко металног степеништа, сличне висине,
- Главни канал, од улаза до пречаге код т. 14, са обиљем пећинског накита: саливи, сталактити, драперије, бигрене каде, вирови.

У другој фази треба пробити пречагу код т 14 и стазу продужити до састанка Сувог и Мокрог канала, који би били само ефектвно осветљени. Тада би се стекли услови за прокопавање на карју Сувог канала, што ће можда допунити или изменити концепцију уређења Драгачевске пећине.
На крају, не треба одбацити ни туристичку стазу, која би, од Понорске пећине у селу Рти, преко Светиње, водила до Драгачевске пећине и Мотела. То би била изузетно рекреативна стаза, за многе посетиоце и љубитеље изворне природе. Дужина те стазе износила би 1.000-1.200 m, али би била само делимично уређена. Посетиоци би аутобусом долазили до Понорске пећине, а онда би наставили пешице према Драгачевској пећини, где би их, после обиласка пећине, чекао њихов аутобус и ручак у Мотелу. Ову стазу користили би само посетиоци са бољом кондицијом, док би остали аутобусом дошли на паркинг, код Мотела.